# 312 до н. е.

## Події
- При цензорі Аппії Клавдії Цеку прокладена Аппієва дорога (лат. Via Appia) — найважливіша з античних доріг Стародавнього Риму. Дорога проходила з Рима в Капую, пізніше була проведена до Бриндізі. Через неї було налагоджене сполучення Риму з Грецією, Єгиптом і Малою Азією.
- македонська династія Селевкідів оголосила себе спадкоємицею більшої частини азійської імперії Олександра Македонського.